# Funky Four Plus One
Funky Four Plus One (parfois stylisé Funky 4 + 1) est un groupe américain de hip-hop, originaire du Bronx, dans l'État de New York. Actif de la fin des années 1970 au début des années 1980, ce groupe de hip-hop old-school, qui n'a jamais publié d'album studio, reste une formation respectée et influente dans le milieu du hip-hop.

## Biographie
Formé en 1976, Funky Four Plus One devient le premier groupe de hip-hop dans lequel une femme occupe le rôle de MC. Le groupe fait ses débuts, en 1979, avec le titre Rappin and Rocking the House, publié au label Enjoy Records,.
En 1980, le groupe signe un contrat avec Sugar Hill Records et enregistre une série de singles très « funky », rapides, dansants et entraînants dans l'esprit des block parties. Certains laissent une trace importante dans l'histoire du hip-hop, le plus célèbre d'entre eux étant That's the Joint, qui a été samplé sur de nombreux autres morceaux de rap durant les années suivantes. Robert Christgau, critique musical au Village Voice, classe ce titre en tête des « meilleures chansons des années 1980. » La même année, Rahiem quitte le groupe et intègre Grandmaster Flash and the Furious Five. Il est remplacé par Lil' Rodney Cee.
Funky Four Plus One est le premier groupe de rap à faire une apparition télévisée dans le Saturday Night Live en 1981.  Ayant réussi à se faire une renommée sans jamais avoir sorti d'album, le groupe se sépare en 1983. K.K. Rockwell et Lil' Rodney Cee fondent le groupe Double Trouble, Sha Rock rejoint un groupe de rap féminin les Us Girls, et Jazzy Jeff se lance dans une carrière solo.

## Discographie

### Compilation
- 2000 : That's the Joint[7]

### Singles
- 1979 : Rappin and Rocking the House[7]
- 1980 : That's the Joint[7]
- 1982 : Do You Want to Rock[7]
- 1983 : Feel It (The Mexican)[7]